# ERDRP-0519
ERDRP-0519 (synonym Compound 16677) ist ein experimentelles Virostatikum mit Wirksamkeit gegen Morbilliviren.

## Eigenschaften
ERDRP-0519 wirkt unter anderem gegen Infektionen des Masernvirus bei einer Konzentration von 35 bis 145 nM. Es hemmt die virale RNA-Polymerase und somit die virale Replikation. ERDRP-0519 zeigte in Tierversuchen eine Wirksamkeit bis zu drei Tage nach der Masernvirus-Infektion.